# Fábio Pacheco
Fábio José Ferreira Pacheco (Paredes, 26 de Maio de 1988) é um futebolista português, que joga como médio.
Em 10 de Junho de 2017, assinou contrato por três épocas com o Marítimo.
Em 6 de Junho de 2018, assinou contrato por três épocas com o Moreirense.

## Honras
CD Tondela
- Segunda Liga: 2014-15

Moreirense
- Segunda Liga: 2022-23